# Dué le Quartz
I Dué le Quartz (デュール クォーツ?, Diuuru kuootsu, reso graficamente come Dué le quartz o Due'le quartz) sono stati un gruppo musicale indie visual kei giapponese fondato nel dicembre del 1998, in attività dal 14 febbraio 1999 al 22 settembre 2002.

## Il nome
Secondo il cantante Sakito "Dué le Quartz" significherebbe in un francese gergale e sgrammaticato "i due lati del cristallo", e varrebbe quindi da manifesto programmatico circa la volontà di raccontare il dualismo del comportamento umano (in realtà in francese l'espressione non ha alcun significato).

## Storia del gruppo
I Dué le Quartz nascono dai due amici Sakito e Ken. Entrambi provenienti da piccole esperienze musicali precedenti, si conoscono nel dicembre del 1998 e subito arruolano il bassista Kikasa, che militava nei Rapture con Kazuki (uno dei batteristi più attivi del panorama visual); in questa fase iniziale però i Dué le Quartz non sono un vero e proprio gruppo, ma più una session band, cioè un gruppo di tre strumentisti che di volta in volta si uniscono ad altri talenti per formare un gruppo completo: per esempio, nel 1999 Sakito e Kikasa partecipano ai Mintaishi col cantante Yoshiyuki Ichimiya, il chitarrista Miyabi (oggi Miyavi) e il batterista Takahal, dando alle stampe un solo singolo con una sola traccia e partecipando ad una compilation.
Il vero debutto ufficiale dei Dué le Quartz avviene con un live il 14 febbraio 1999; già il 22 marzo si unisce a loro il batterista Kazuki ed infine, il 29 giugno, Miyabi prende il posto di Ken come chitarrista (che aveva abbandonato il gruppo in maggio), completando la formazione definitiva del gruppo.
Dopo una serie di concerti in diverse live house di Tokyo, i quattro vengono notati dalla label Matina di Kisaki che li mette sotto contratto, e finalmente il gruppo inizia a pubblicare i primi dischi. Il successo arriva in maniera progressiva, ma costante, e già nel 2000 si inaugura il fanclub ufficiale Baby Merry ed il gruppo passa sotto l'allora neonata etichetta indie PS Company, per la quale ristampano i loro primi due minialbum e produrranno diversi singoli. I Dué le Quartz continuano a suonare con sempre maggior seguito fino al 2002, quando il gruppo (ormai prossimo al debutto da major) decide di sciogliersi per permettere ai vari membri di seguire le proprie strade personali.

## Progetti post-Dué le quartz
Subito dopo la rottura dei Dué le Quartz, Miyabi annuncia di proseguire la sua carriera da solista come Miyavi; l'esperienza coi Dué le Quartz ha sviscerato tutti i lati più aspri e duri della sua poetica musicale ed il cantante desiderava esplorare altri terreni musicali. Gli altri tre proseguono con separate esperienze, e nel 2005 hanno creato il nuovo gruppo dei Figure (in cui però Kazuki figura come membro non ufficiale), oggi sciolto, che ha prodotto tre singoli ed un album.
Dopo lo scioglimento dei Figure Sakito si allontana nuovamente dal mondo della musica. Kikasa e Kazuki invece continuano la loro carriera: il primo è un musicista free-lance ed amministra la Tuxedo Production, che gestisce giovani gruppi visual kei, ed il secondo continua a passare di gruppo in gruppo. Già prima ancora dei Figure, inoltre, Kikasa collabora con Yūki Sakurai alla session band Unzu, dove milita attualmente.

### Figure
I Figure nascono artisticamente nel dicembre del 2004 dalla riunione del cantante Sakito e del bassista Kikasa. Allontanandosi dalla PS Company, Kikasa fonda per l'occasione una sua etichetta discografica indie, la Tuxedo Production (i cui primi dischi saranno appunto quelli del suo nuovo gruppo) ed al duo si aggrega anche KAZUKI. Dopo inizi promettenti con concerti affollati dal pubblico orfano dei Dué le Quartz e quattro uscite discografiche nel giro di sette mesi, ad agosto inaspettatamente Sakito non si presenta ad un concerto, episodio che precede l'abbandono del cantante a settembre dello stesso anno per «motivi familiari» mai specificati. Il 22 settembre, la stessa data in cui si sono sciolti i Dué le Quartz, i Figure salutano i fan con un concerto d'addio e chiudono ufficialmente la loro esperienza artistica.

#### Stile
I Figure hanno proseguito il discorso musicale dei Dué le Quartz, esasperandone i toni con brani molto complessi arrangiati in maniera virtuosistica. Una delle caratteristiche principali dei Dué le Quartz, ovvero la secchezza ed, a volte, durezza d'arrangiamento lascia quindi il posto a strumentazioni veloci, molto ricche di arpeggi e fioriture su un sound con poche alterazioni. Contemporaneamente viene mantenuto l'aspetto compositivo ed armonico scomposto e destrutturato che era tipico del precedente gruppo; questa caratteristica viene anzi rafforzata fino a realizzare brani che hanno l'aspetto di un collage di idee melodiche differenti e dissonanti.
Il look dei Figure è invece molto diverso da quello dei Dué le Quartz: abbandonate il look BDSM, il nuovo gruppo presenta un aspetto più fresco e leggero tendente all'oshare kei, con outfit caratterizzati da contrasti bianco/nero a contrasto con i capelli colorati tipici del visual.

#### Discografia
Eventuali note sono indicate dopo il punto e virgola ";".

##### Mini-album
- 06-07-2005 - Kashikoi kanojo no oroka na sentaku

##### Compilation
- 22-06-2005 - CANNONBALL vol.2 (CANNONBALL vol.2?)

1. 「Kuroi sora no ame datte」
2. http://www.deaikei.com

- 01-11-2005 - Shock Edge 2005 (Shock Edge 2005?)

1. Kashikoi dorei no oroka na sentaku

##### Singoli
- 26-01-2005 - Kashikoi dorei no oroka na sentaku
- 23-02-2005 - Made in kanojo
- 22-03-2005 - http://www.deaikei.com

## Stile
I Dué le Quartz sono stati un gruppo genuinamente visual kei. Rispettano tutti gli stilemi del genere: vestiti vistosi, trucco pesante e, soprattutto, un'immagine molto forte supportata da un sound dello stesso livello; fusi insieme, musica e look creano un effetto ricercatamente molto teatrale. Dopo la pausa presa dai Malice Mizer nel 2001, che corrisponde alla fine della seconda fase del visual, i Dué le Quartz erano fra i pochissimi gruppi che ancora sfoggiavano costumini femminili aderenti in pelle e un trucco molto coprente che rendeva i tratti del volto dei musicisti il più femminili possibile.
Al di là dell'aspetto visivo, comunque, i Dué le Quartz non adottavano la barocca complessità di gruppi affermati del loro periodo come i Raphael, ma anzi sono stati al contrario caratterizzati da un'estetica musicale molto scarna, basata solo sull'uso degli strumenti già in loro possesso e senza membri di supporto. Le ispirazioni musicali principali derivano dal visual classico dei Luna Sea, dei Kuroyume e degli X Japan, e contemporaneamente dal grunge e dall'hard rock americani, fusi dal compositore principale Miyabi in un insieme rumoroso, ma malinconicamente melodico. A ciò si aggiunge il fatto che le registrazioni delle canzoni non subivano (o subivano pochissime) alterazioni del suono. L'effetto finale è che i loro dischi potrebbero sembrare dei live, senza mixaggi composti degli strumenti né arrangiamenti supplementari. La secchezza della produzione, dovuta anche probabilmente alla mancanza di un forte budget di base, è appunto il motivo dell'immediatezza delle canzoni dei Dué le Quartz, tutte piuttosto forti e drammatiche, senza risultare pesanti o lente.

## Formazione
Gli anni di nascita dei componenti non sono confermati, tranne quelli di Kikasa e KEN.
- Sakito (Sakito?), vero nome Hitoshi Sakioki (先沖 仁志?)[7], 26/04/1976, sangue di gruppo A  - voce
- Miyabi (雅〜みやび〜?), vero nome Takamasa Ishihara (石原 貴雅?), 14/09/1981, sangue di gruppo AB - chitarra classica, chitarra elettrica e voce death
- Kikasa (キカサ?), 24/01/1979, sangue di gruppo A - basso
- KAZUKI (KAZUKI?), 11/05/1978, sangue di gruppo ? - batteria

### Ex componenti
- KEN (KEN?), 19/03/1976 - chitarra

### Cronologia
- Sakito: DOZ∑ → MINTAISHI → Dué le quartz → 【FIGURe;】 → ha abbandonato la carriera musicale[8]
- Miyabi: MINTAISHI → Loop → Dué le quartz → carriera solista con il nome miyavi, S.K.I.N.
- Kikasa: Rapture (supporto) → MINTAISHI → Dué le quartz → Shelly Trip Realize → 【FIGURe;】 → Unzu, produttore discografico, libero professionista
- KAZUKI: Rapture → LA VALLIERE → Deshabillz → JE*REVIENS → Dué le quartz → RusH (supporto) → BABYLON → 【FIGURe;】 (supporto) → libero professionista
  - KEN: Dué le quartz → CRADLE → Gill'e cadith → libero professionista

## Discografia

### Album
- 1999 - Mikansei no 'Jekyll' to 'Hyde'; tre ristampe con copertine e tracklist differenti
- 2000 - Jisatsu ganbō; una ristampa con copertina differente e tracklist modificata
- 2002 - Rodeo

### Raccolte
- 2002 - BEST ALBUM (BEST ALBUM?)

### Singoli

#### Demo tape
- 19/07~03/08/2000 - Ame to muchi wo... (アメと鞭を...?, Ame to muchi wo...); 4 musicassette promozionali distribuite durante i concerti, con copertine diverse ad ogni data

1. Ame to muchi wo...

- 16/05~31/05/2001 - Rob Song (Rob Song?); 7 musicassette promozionali distribuite durante i concerti, con copertine diverse ad ogni data

1. Rob Song

#### Singoli originali
- 24/01/2001 - Dear... from xxx (Dear... from xxx?); due versioni con case, track-list e title track differenti
  - Disc-1:

1. Dear... from xxx
2. 「Luna」he...
3. B.U.G.
4. ~Baby (traccia fantasma)

- - Disc-2:

1. Dear... from xxx
2. Higōhō Drug
3. Sel-fish
4. Merry~ (traccia fantasma)

- 14/02/2001 - Bitter (Bitter?); registrazione live alla stazione radiofonica ON AIR WEST

1. Meikyō shisui
2. Utakata no... yume?

- 16/05~31/05/2001 - Meikyou shisui/259046930439141-9 ver (明鏡止水/259046930439141-9 ver?, Meikyō shisui/259046930439141-9 ver); mini CD promozionale distribuito durante i concerti

1. Meikyou shisui/259046930439141-9 ver

- 01/08/2001 - Re:plica (Re:plica?)

1. Re:plica
2. Re:Sbiaundead home de suck
3. Re:shake speare

- 16/08~27/08/2001 - WARNING (WARNING?); CD promozionale distribuito durante i concerti tenuti insieme alle labelmate band Kagrra, e Ash nel tour TRIBAL ARRIVING TOUR WARNING!!, con copertina diversa ad ogni data

1. WARNING
2. Commento dei musicisti

- 04/09/2002 - LAST TITLE (LAST TITLE?)

1. d.q.
2. SE (traccia fantasma)
3. Sugarless Shanghai
4. Marimba (traccia fantasma)

- 02/2003 - Rob Song (Rob Song?); distribuito esclusivamente durante i concerti

1. I rob you